# Bothalaan 1 (Baarn)
Bothalaan 1 is een gemeentelijk monument aan de Bothalaan in de wijk Transvaalbuurt in Baarn in de provincie Utrecht.
Het huis staat op de hoek met de Sophialaan. Het in 1905 gebouwde huis had voorheen de namen Concordia en Zuiderhoek. Het pand is opgetrokken uit rode en oranje baksteen.